# WeWOOD
WeWOOD es una marca italiana que fabrica relojes de pulsera con caja y brazalete de madera, y que produce muebles también de madera. Su sede se encuentra en Lamporecchio, y posee una oficina regional en América del Norte, localizada en Los Ángeles.
La empresa anuncia que planta un árbol por cada reloj vendido.

## Historia
WeWOOD se fundó en 2009 en Italia y su marca fue registrada por Alessandro Rosano, Daniele Guidi y Emma Bogren en 2010, bajo el nombre de Fratelli Diversi. Antes de fundar la empresa, Guidi era distribuidor de accesorios y Rosano, diseñador de calzado. Tras su primer año de actividad, la empresa abrió una oficina regional en Estados Unidos en otoño de 2011.
Inicialmente la empresa vendió dos diseños, Date (analógico) y Crono (digital). Los relojes WeWOOD se lanzaron en el Reino Unido en marzo de 2011.
La firma colabora con American Forests para plantar árboles en Norteamérica y con Trees for the Future para plantar árboles en otros países. A finales de 2013, la empresa había plantado 250.000 árboles.

## Descripción
WeWOOD fabrica relojes completamente de madera (caja y brazalete articulado), a excepción del cristal, el movimiento, la pila, las agujas y el cierre. Los relojes utilizan movimientos suministrados por la empresa japonesa Miyota. La madera utilizada es hipoalergénica y no está tratada con productos químicos. Por lo tanto, los relojes no son resistentes al agua. La empresa utiliza diferentes maderas para obtener distintos colores para los relojes, y no utiliza tintes para alterar el color de la madera. La empresa utiliza madera reciclada en la fabricación de sus relojes.
Los diseños de los relojes WeWOOD se elaboran en Italia y se fabrican en Indonesia y la República Popular China.